# باد براون
باد براون (بالإنجليزية: Bud Brown)‏ هو مُحرِّر وسياسي أمريكي، ولد في 18 يونيو 1927 في كولومبوس في الولايات المتحدة. حزبياً، نشط في الحزب الجمهوري. وقد انتخب نائب وزير التجارة الأمريكي ‏ وانتخب عضو مجلس النواب الأمريكي عن دائرة الدائرة الكونغرسية السابعة لأوهايو ‏.